# Anisia gagatina
Anisia gagatina là một loài ruồi trong họ Tachinidae.